# Carme Crespo
Carme Crespo (Barcelona?, 1916 - Terol, 1936) fou una esportista i miliciana vinculada a França, Barcelona i Terol.
Va néixer a Espanya i amb la seva família va emigrar a França. Tornà a Barcelona al juliol de 1936 per tal de participar en l'Olimpíada Popular, organitzada per contrarestar els efectes de les Olimpíades de Berlín del govern nacionalsocialista alemany. Molts dels atletes voluntaris de tot el món, participants en aquestes olimpíades alternatives, es van quedar per lluitar a favor de la República i marxaren tot seguit a lluitar al front.
Carmen Crespo va participar en els combats dels carrers de Barcelona. Més endavant li proposen treballar a les oficines del la CNT-FAI perquè està molt preparada intel·lectualment, però ella rebutja l'oferiment i fa vida de campanya com els altres milicians. Va vestida amb granota blava com tots els altres i coneix la periodista Lola Iturbe, qui també es troba al front. Carmen va demanar ser traslladada a primera línia, a Casp, per incorporar-se a la columna Ortiz. D'aquí s'escapa a Lecera per lluitar i s'uneix a les forces del tinent Gordo i participa en els combats cos a cos i després a la presa de Belchite. Setmanes més tard, en un atac que es va realitzar per la presa de la Serra de la Serna, Carmen va morir destrossada per l'impacte d'una bomba de mà als 20 anys.